# Charles Morillon
Charles Morillon (* 1985 in Angers, Maine-et-Loire) ist ein deutsch-französischer Schauspieler.

## Leben
Charles Morillon absolvierte nach dem Abitur in den Jahren 2003 bis 2005 zunächst eine Schauspielausbildung am Conservatoire National de Région (Nantes). 2003 spielte er am Nouveau Théâtre d'Angers die Titelrolle im Kinder- und Jugendstück Pinocchio. Parallel dazu nahm er ein Studium der Deutschen Sprache, Literatur und Kultur (Germanistik) an der Universität Nantes auf, das er 2007 an der Universität Straßburg mit einer Masterarbeit zum Thema Das Theater von Max Frisch oder Fragwürdige Identitäten beendete.
2007 ging er als Fremdsprachenassistent nach Magdeburg. In der Spielzeit 2007/08 wirkte er am Theater Magdeburg als Co-Hauptdarsteller in dem Recherchestück Kinder zur Sonne (Regie: Lukas Langhoff) mit. Mit dieser Produktion gastierte er 2008 auch beim 29. Theatertreffen der Jugend.
Von 2009 bis 2013 absolvierte er sein Schauspielstudium an der Folkwang Universität der Künste (Essen/Bochum), das er u. a. mit einem Exzellenz-Stipendium der Studienstiftung des Deutschen Volkes finanzieren konnte. Er wirkte in mehreren Hochschulproduktionen mit; für Liliom erhielt er 2012 den Folkwang-Preis. Während seines Schauspielstudiums an der Folkwang Universität der Künste hatte er ein Gastengagement am Schauspielhaus Bochum für die Produktion Spiel des Lebens (Regie: Martina van Boxen), die beim 23. Bundeswettbewerb zur Förderung des Schauspielnachwuchses mit dem Ensemblepreis ausgezeichnet wurde.
2013 war er mit einem Stückvertrag am Theater Baden-Baden engagiert. In der Spielzeit 2013/14 gastierte er am Theater Biel-Solothurn. Dort trat er unter anderem als Claudio in der Shakespeare-Komödie Viel Lärm um nichts und als Müllerssohn im Märchenstück Der gestiefelte Kater auf. 2016 gastierte er bei den Burgfestspielen Jagsthausen als Venantius in Der Name der Rose und als Franz in Götz von Berlichingen. Im September 2017 gastierte er an der „La Seine Musicale“ in Paris als Herzog von Alba in Egmont. In der Spielzeit 2017/18 trat er am Théâtre National de Strasbourg in der Produktion Nathan !? auf. 2018 gastierte er am Theater Münster, mit Joachim Foerster als Bühnenpartner, in der Uraufführung der Produktion Heldenangst nach Gabriel Chevallier. In der Saison 2019/20 spielte er am Théâtre de Belleville in Paris in der Produktion Pièce en plastique.
Morillon arbeitete für den Film und das Fernsehen. In Volker Schlöndorffs Filmdrama Diplomatie (2014) über die nicht erfolgte Zerstörung von Paris 1944 spielte er an der Seite von André Dussollier und Johannes Klaußner, einen Wachoffizier in der Eingangshalle. In dem mehrteiligen deutschen Fernsehfilm Tannbach – Schicksal eines Dorfes (2015) war er in den ersten beiden Teilen zu sehen; er spielte den französischen Zwangsarbeiter Philippe Mauriac, der die Dorfbewohnerin Theresa (Maria Dragus), die ein Kind von ihm erwartet, liebt. Im Rostocker Polizeiruf 110: Im Schatten (Erstausstrahlung: Oktober 2016) hatte er eine Nebenrolle als Pasquale Basilie; er verkörperte ein Mitglied eines italienischen Mafia-Clans.
Morillon lebt nach Stationen in Berlin und Münster mittlerweile in Paris.

## Filmografie (Auswahl)

### Kino
- 2014: Diplomatie
- 2015: Die Bewerbung
- 2016: L'origine de la violence
- 2021: Vortex
- 2022: Im Westen nichts Neues

### Fernsehen
- 2014: Un Village Français (Fernsehserie)
- 2015: Tannbach – Schicksal eines Dorfes (Fernsehfilm)
- 2016: Polizeiruf 110: Im Schatten (Fernsehreihe)
- 2018: Les Emmerdeurs
- 2020: Licht – Die ganze Welt ist Bühne
- 2020: Dolores
- 2021: Napoleon – Metternich: Der Anfang vom Ende
- 2025: Verirrte Kugel 3 (Balle perdue 3)